# Llano de la Barra
Llano de la Barra är en ort i Mexiko.   Den ligger i kommunen Florencio Villarreal och delstaten Guerrero, i den södra delen av landet, 300 km söder om huvudstaden Mexico City. Llano de la Barra ligger 4 meter över havet och antalet invånare är 149.
Terrängen runt Llano de la Barra är mycket platt. Havet är nära Llano de la Barra åt sydväst.  Närmaste större samhälle är Cruz Grande, 13,5 km norr om Llano de la Barra. 